# Desmodium arenicola
Desmodium arenicola är en ärtväxtart som först beskrevs av Anna Murray Vail, och fick sitt nu gällande namn av Frederick Joseph Hermann. Desmodium arenicola ingår i släktet Desmodium och familjen ärtväxter. Inga underarter finns listade i Catalogue of Life.